# Урманська сільська рада (Україна)
У́рманська сільська́ ра́да — адміністративно-територіальна одиниця та орган місцевого самоврядування в Бережанському районі Тернопільської області. Адміністративний центр — село Урмань.

## Загальні відомості
- Територія ради: 29,706 км²
- Населення ради: 1 003 осіб (станом на 2001 рік)

## Населені пункти
Сільській раді підпорядковані населені пункти:
- с. Урмань
- с. Краснопуща
- с. Пліхів

### Ліквідовані населені пункти[1]
- х. Волиця

## Історія
Село Пліхів раніше утворювало окрему сільську раду, згодом дві адміністративно-територіальні одиниці було об'єднано.

## Географія
Водоймища на території, підпорядкованій даній раді: річка Золота Липа, озеро.
На території сільради розташований Малоурманський ботанічний заказник.
У віданні сільради перебуває частина заказника «Залісся».

## Склад ради
Рада складається з 14 депутатів та голови.
- Голова ради: Наконечний Євген Степанович
- Секретар ради: Тимович Любов Миколаївна

### Керівний склад попередніх скликань
| Прізвище, ім'я, по батькові | Основні відомості                                                                          | Дата обрання | Дата звільнення |
| --------------------------- | ------------------------------------------------------------------------------------------ | ------------ | --------------- |
| Шмигельський Іван Петрович  | Сільський голова, 1953 року народження, член Всеукраїнського об'єднання «Батьківщина»      | 26.03.2006   | 31.10.2010      |
| Наконечний Євген Степанович | Сільський голова, 1950 року народження, освіта вища, член політичної партії «Наша Україна» | 31.10.2010   |                 |

Примітка: таблиця складена за даними сайту Верховної Ради України

### Депутати
За результатами місцевих виборів 2010 року депутатами ради стали:

#### За суб'єктами висування
| Суб'єкт висування                                       | Кількість обраних депутатів | %    |
| ------------------------------------------------------- | --------------------------- | ---- |
| Політична партія «Наша Україна»                         | 9                           | 64,3 |
| Народна партія                                          | 2                           | 14,3 |
| Самовисування                                           | 2                           | 14,3 |
| Політична партія Всеукраїнське об'єднання «Батьківщина» | 1                           | 7,1  |

#### За округами
| № округу                                                | Прізвище, ім'я, по батькові | Дата визнання обраним | Освіта             | Партійна приналежність                        | Відомості про обраного депутата                                               |
| ------------------------------------------------------- | --------------------------- | --------------------- | ------------------ | --------------------------------------------- | ----------------------------------------------------------------------------- |
| Народна Партія                                          |                             |                       |                    |                                               |                                                                               |
| 3                                                       | Відзивала Раїса Василівна   | 02.11.2010            | середня спеціальна | позапартійна                                  | територіальний центр з обслуговування одиноких громадян, соціальний працівник |
| 9                                                       | Кіналь Любов Петрівна       | 02.11.2010            | середня спеціальна | позапартійна                                  | Урманське лісництво, бухгалтер                                                |
| Політична партія Всеукраїнське об'єднання «Батьківщина» |                             |                       |                    |                                               |                                                                               |
| 6                                                       | Гальма Володимир Ігорович   | 02.11.2010            | середня спеціальна | член Всеукраїнського об'єднання «Батьківщина» | тимчасово не працює                                                           |
| Політична партія «Наша Україна»                         |                             |                       |                    |                                               |                                                                               |
| 1                                                       | Кулик Роман Іванович        | 02.11.2010            | вища               | член Політичної партії «Наша Україна»         | Державне лісомисливське господарство, робітник                                |
| 2                                                       | Легка Наталія Михайлівна    | 02.11.2010            | вища               | член Політичної партії «Наша Україна»         | Урманська сільська рада, гол.бухгалтер                                        |
| 5                                                       | Кулик Марія Степанівна      | 02.11.2010            | середня спеціальна | член Політичної партії «Наша Україна»         | ПОП «Урманське», бухгалтер                                                    |
| 7                                                       | Титович Любов Миколаївна    | 02.11.2010            | середня спеціальна | член Політичної партії «Наша Україна»         | Урманська сільська рада, секретар                                             |
| 8                                                       | Кулик Алла Миколаївна       | 02.11.2010            | вища               | член Політичної партії «Наша Україна»         | Урманська загальноосвітня школа, директор                                     |
| 10                                                      | Чайковська Надія Йосипівна  | 02.11.2010            | вища               | член Політичної партії «Наша Україна»         | Урманська загальноосвітня школа, заступник директора                          |
| 11                                                      | Кузів Олег Степанович       | 02.11.2010            | вища               | член Політичної партії «Наша Україна»         | психоневрологічний інтернат с. Краснопуща, фельдшер                           |
| 13                                                      | Чулик Галина Василівна      | 02.11.2010            | середня спеціальна | член Політичної партії «Наша Україна»         | Урманська загальноосвітня школа, вчитель                                      |
| 14                                                      | Курляк Богдан Йосипович     | 02.11.2010            | середня спеціальна | член Політичної партії «Наша Україна»         | ПОП «Урманське», тракторист                                                   |
| Самовисування                                           |                             |                       |                    |                                               |                                                                               |
| 4                                                       | Данилів Андрій Михайлович   | 02.11.2010            | середня спеціальна | позапартійний                                 | тимчасово не працює                                                           |
| 12                                                      | Колісник Галина Іванівна    | 02.11.2010            | середня            | позапартійна                                  | психоневрологічний інтернат с. Краснопуща, санітар                            |